# Kourbat Ivanov
Kourbat Afanassievitch Ivanov (en russe : Курбат Афанасьевич Иванов ; vers 1640-1666) est un cosaque et cartographe russe, l'un des premiers Russes à explorer le lac Baïkal.

## Biographie
Il explore l'ensemble des cours d'eau du bassin de la Léna et de la Toungouska Pierreuse pour chercher comment les Bouriates obtiennent la soie et l'argent. Avec le guide toungouse Sémion Pétrov, ils atteignent le Baïkal en 1642